# Dolichoderus lutosus
Dolichoderus lutosus é uma espécie de formiga do gênero Dolichoderus.